# (15258) Alfilipenko
(15258) Alfilipenko es un asteroide perteneciente al Cinturón exterior de asteroides, región del sistema solar que se encuentra entre las órbitas de Marte y Júpiter, descubierto el 15 de septiembre de 1990 por Liudmila Zhuravliova desde el Observatorio Astrofísico de Crimea (República de Crimea).

## Designación y nombre
Designado provisionalmente como 1990 RN17. Fue nombrado en honor de Aleksandr Vasil'evich Filipenko (n. 1950), ingeniero civil en Janti-Mansisk en Siberia, es el presidente de un fondo de caridad en memoria del príncipe Menshikov (1673-1729), estadista ruso y líder militar durante el reinado de Pedro el Grande.

## Características orbitales
Alfilipenko está situado a una distancia media del Sol de 3,239 ua, pudiendo alejarse hasta 3,772 ua y acercarse hasta 2,706 ua. Su excentricidad es 0,165 y la inclinación orbital 6,733 grados. Emplea 2129,22 días en completar una órbita alrededor del Sol.
Los próximos acercamientos a la órbita de Júpiter ocurrirán el 23 de agosto de 2028, el 13 de febrero de 2040 y el 30 de agosto de 2051.

## Características físicas
La magnitud absoluta de Alfilipenko es 13,26. Tiene 12,059 km de diámetro y su albedo se estima en 0,084. 